# Lacres
Lacres ist eine französische Gemeinde mit 249 Einwohnern (Stand: 1. Januar 2022) im Département Pas-de-Calais in der Region Hauts-de-France (vor 2016: Nord-Pas-de-Calais). Sie gehört zum Arrondissement Boulogne-sur-Mer und zum Kanton Desvres. Die Einwohner werden Isquois genannt. 

## Lage
Die Gemeinde Lacres liegt im Regionalen Naturpark Caps et Marais d’Opale, 13 Kilometer nordöstlich von Étaples und 17 Kilometer südsüdöstlich von Boulogne-sur-Mer. Umgeben wird Lacres von den Nachbargemeinden Samer im Norden, Doudeauville im Nordosten, Parenty im Osten, Hubersent im Süden und Südwesten sowie Tingry im Westen und Nordwesten.

## Bevölkerungsentwicklung
| Jahr                       | 1962 | 1968 | 1975 | 1982 | 1990 | 1999 | 2006 | 2013 | 2022 |
| -------------------------- | ---- | ---- | ---- | ---- | ---- | ---- | ---- | ---- | ---- |
| Einwohner                  | 225  | 211  | 194  | 193  | 190  | 161  | 211  | 252  | 249  |
| Quellen: Cassini und INSEE |      |      |      |      |      |      |      |      |      |

## Sehenswürdigkeiten
- Kirche Saint-Martin aus dem 15. Jahrhundert
- Herrenhaus aus dem 17. Jahrhundert
- Britischer Soldatenfriedhof

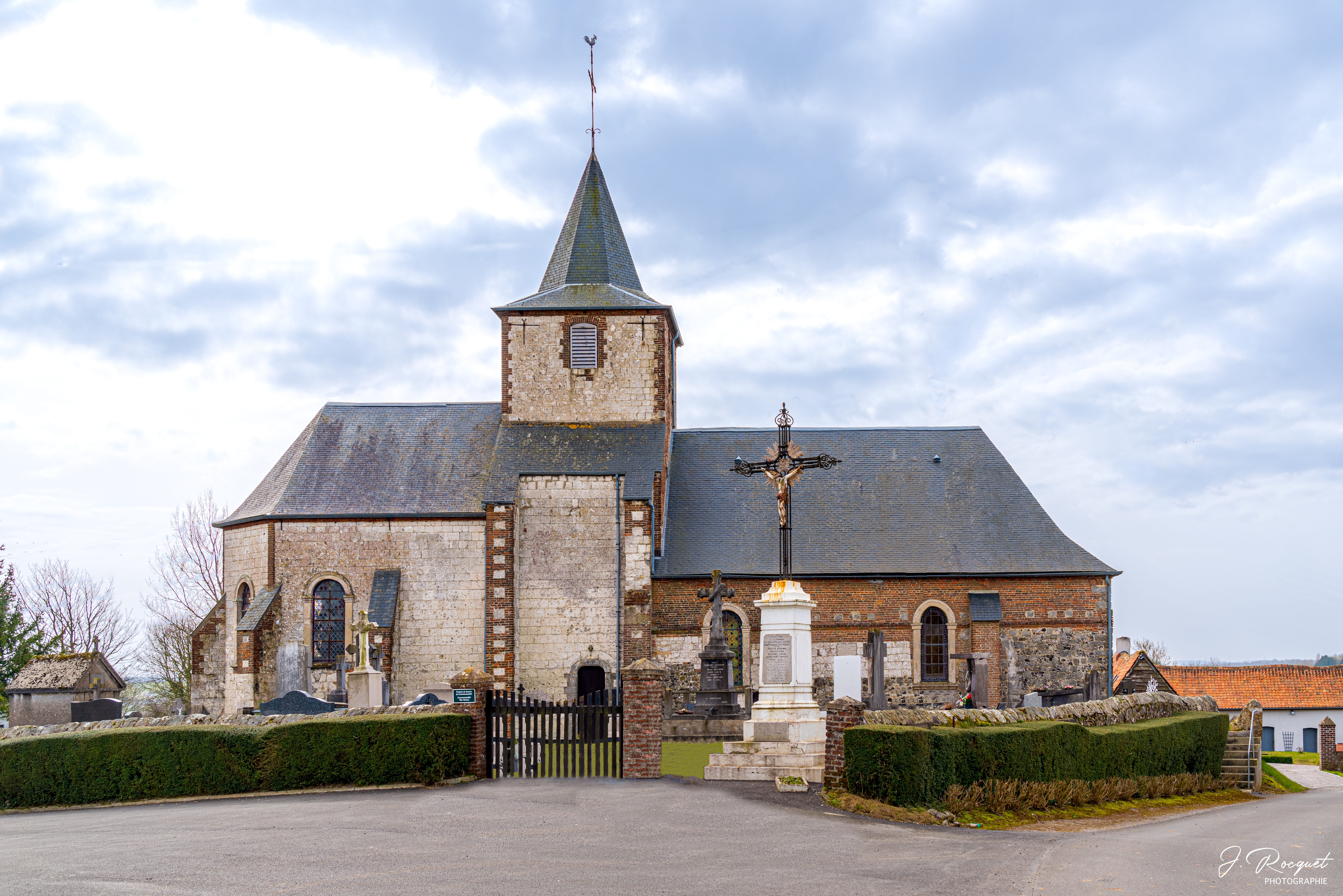
Kirche Saint-Martin